# Le Tilleul du soir
Le Tilleul du soir est un roman de Jean Anglade publié en 1975.

## Résumé
Vers 1970 au Peyroux (Puy-de-Dôme), Mathilde a un malaise en se levant. Elle en informe le docteur, de passage, mais refuse la maison de retraite. En février suivant, un lumbago l'immobilise quelque temps. Le docteur lui trouve une place à la maison d'Entraygues pour le 1er octobre. Elle vend ses bêtes et boit son tilleul chaque soir. Elle s'habitue à la maison de retraite. Son neveu, Jean, qu'elle avait oublié, la visite. Elle fait un testament disant que sa maison lui reviendra après sa mort.

## Postérité
La description du départ de Mathilde de sa maison et de son attachement à sa clef, sert d'illustration, en psychologie du vieillissement, à la relation symbiotique avec un objet banal mais porteur de symbole.